# Volvo 7000
A Volvo 7000 típusú városi autóbuszai a finnországi Vantaában és a lengyelországi Wrocławban készültek 1998 és 2003 között. Az autóbuszok megtalálhatóak 2 és 3 ajtós kivitelben is, csuklós változata a Volvo 7000A. A buszt dízelen kívül gyártották még LPG és CNG változatban. A buszok utódja a Volvo 7700, illetve a Volvo 7700A, ezeket a buszokat már csak Wrocławban gyártották.

## Előfordulás
| Ország        | Város            | Üzemeltető cég            | Beszerzés éve | Mennyiség | Kép |
| ------------- | ---------------- | ------------------------- | ------------- | --------- | --- |
| Németország   | Aachen           | ASEAG                     | 2002          | 12        |     |
| Németország   | Berlin           | BVG                       | 2002          | 51        |     |
| Finnország    | Helsinki         | HKL                       | 1999          | 21        |     |
| Finnország    | Helsinki         | HKL                       | 2000          | 9         |     |
| Hollandia     | Besseling Travel | Besseling Travel          | 2001          | 10        |     |
| Hollandia     | Apeldoorn        | e-Traction                | 2000          | 1         |     |
| Hollandia     | Maastricht       | SBM                       | 2000          | 2         |     |
| Hollandia     | Syntus           | Syntus                    | 2000–2002     | 26        |     |
| Hollandia     | Veolia Transport | Veolia Transport          | 2000          | 2         |     |
| Lengyelország | Kalisz           | Kaliskie Linie Autobusowe |               | 7         |     |
| Lengyelország | Łódź             | MPK Łódź                  |               | 39        |     |
| Lengyelország | Olsztyn          | MPK Olsztyn               |               | 11        |     |
| Lengyelország | Siedlce          | MPK Siedlce               |               | 2         |     |
| Lengyelország | Wrocław          | MPK Wrocław               |               | 14        |     |
| Lengyelország | Jelenia Góra     | MZK Jelenia Góra          |               | 1         |     |
| Lengyelország | Rumia            | Ornowski Travel Rumia     |               | 3         |     |
| Lengyelország | Gdynia           | PKM Gdynia                |               | 3         |     |
| Lengyelország | Bielsko-Biała    | PKS Bielsko-Biala         |               | 1         |     |
| Magyarország  | Ózd              | Volánbusz Zrt.            | 2022-2024     | 4         |     |
| Magyarország  | Budapest         | BKV                       | 2015–2016     | 31        |     |

## Fordítás
- Ez a szócikk részben vagy egészben  a   Volvo 7000 című holland Wikipédia-szócikk fordításán alapul.  Az eredeti cikk szerkesztőit annak laptörténete sorolja fel. Ez a jelzés csupán a megfogalmazás eredetét és a szerzői jogokat jelzi, nem szolgál a cikkben szereplő információk forrásmegjelöléseként.
- Ez a szócikk részben vagy egészben  a   Volvo 7000 című lengyel Wikipédia-szócikk fordításán alapul.  Az eredeti cikk szerkesztőit annak laptörténete sorolja fel. Ez a jelzés csupán a megfogalmazás eredetét és a szerzői jogokat jelzi, nem szolgál a cikkben szereplő információk forrásmegjelöléseként.
- Ez a szócikk részben vagy egészben  a   Volvo 7000 című német Wikipédia-szócikk fordításán alapul.  Az eredeti cikk szerkesztőit annak laptörténete sorolja fel. Ez a jelzés csupán a megfogalmazás eredetét és a szerzői jogokat jelzi, nem szolgál a cikkben szereplő információk forrásmegjelöléseként.